# Kleine Beer bij Opa en Oma
Kleine Beer bij Opa en Oma is een deel uit de Kleine Beerserie van de Deens-Amerikaanse kinderboekenschrijfster Else Holmelund Minarik. Het werd - net als de andere boekjes in de serie - geïllustreerd door Maurice Sendak. 
Het boek verscheen in 1961 in Amerika onder de titel Little Bear's Visit. De Nederlandse vertaling verscheen niet veel later bij Uitgeverij Ploegsma in de zogenoemde blokboekjesserie. 

## Het verhaal
Op een dag gaat Kleine Beer op bezoek bij zijn opa en oma. Hij vond het fijn om bij zijn grootouders op bezoek te gaan. Zo zette hij graag opa's hoed op. Hij werd bovendien altijd een beetje verwend. Op de dag van het bezoek krijgt Kleine Beer koekjes en limonade. Opa zegt tegen hem: wij gaan een heleboel pret hebben, jij en ik. Kleine Beer antwoordt dat Papa Beer hem gezegd heeft dat hij Opa niet te moe mag maken. Opa Beer maakt hierop een klein rondedansje en zegt dat hij nooit moe is. Opa en Kleine Beer gaan naar de tuin. Kleine Beer vraagt of opa hem een verhaal wil vertellen. Dat wil opa wel, maar dan heeft hij zijn pijp nodig. Kleine Beer haalt de pijp, maar als weer in de tuin is, ziet hij dat Opa Beer in slaap is gevallen. Dan ziet hij Oma. Zij vertelt hem een verhaaltje over Moeder Beers jeugd. Later vertelt Opa Beer nog een verhaal over een kabouter, dat erg spannend is. Als Kleine Beer later wakker wil blijven tot zijn ouders hem komen ophalen, valt hij in slaap. Althans dat lijkt zo. Als Papa en Mama Beer hem komen ophalen, hoort hij stiekem alle lieve dingen die zijn ouders en grootouders over hem vertellen.